# ヨーロッパ大陸

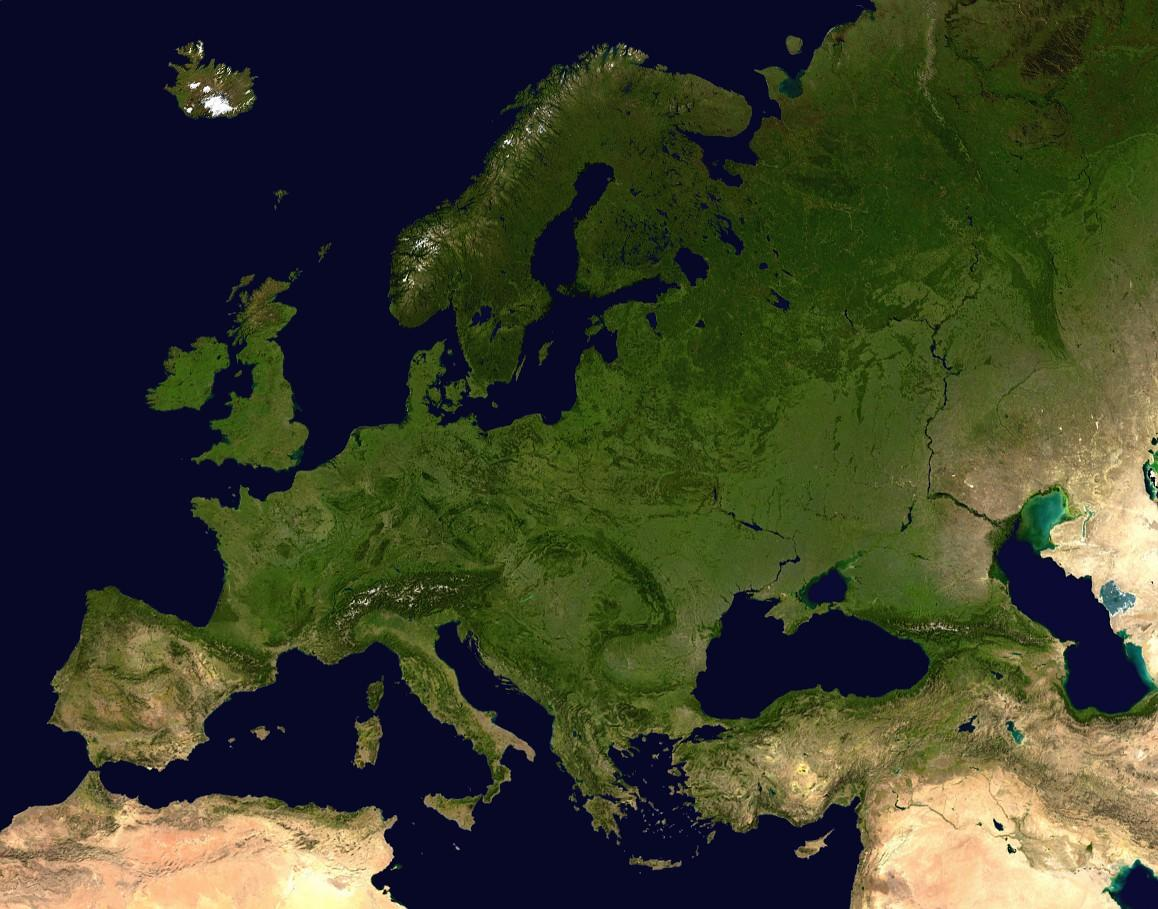
ヨーロッパ大陸

ヨーロッパ大陸（ヨーロッパたいりく、英語：European continent）は、地球の北半球に位置するユーラシア大陸の一部、ロシアのウラル山脈より西側、ジョージアなどのカフカース山脈より北側の地域を指す。ヨーロッパ亜大陸、ヨーロッパ半島と同義であり、ヨーロッパ大陸は孤立した大陸ではない。ヨーロッパの名はギリシア神話のエウローペー（エウロペ）に由来し、古代ギリシアで小アジアやリビアに対して使われた地方名エウロパが亜大陸全体を指すのに使われるようになったという説がある。
南を地中海、黒海、西を大西洋、北を北極海に接する。東はウラル山脈によってアジア大陸と隔てられる。大きな半島にはイベリア半島、イタリア半島、バルカン半島、スカンディナヴィア半島がある。
ほとんどの部分が安定陸塊からなるが、アルプス山脈などの造山帯が南部には見られる。大半が北緯40度より北に位置するが、大陸西岸は暖流である北大西洋海流のため気候は比較的温暖である。大陸の東側は内陸部で、大陸性気候を示し、気候は寒冷である。また地中海沿岸部は地中海性気候を示す。大陸西岸地域の中緯度と高緯度に位置するため、大陸には砂漠を持たない。
ヨーロッパ州のうち、アイスランド島、グレートブリテン島、アイルランド島やクレタ島などの島嶼部を除いた、大陸に属する地方をさすときに用いる言葉に、大陸ヨーロッパ（Continental Europe）があるが、これと同義で用いられることが多い。一方、ヨーロッパ州全体のことを慣用的にヨーロッパ大陸と呼ぶ場合もあり、この場合、島嶼部も含む。